# Монтерей (Калифорния)
Монтерей (англ. Monterey) — город в штате Калифорния, США. Стоит на берегу залива Монтерей Тихого океана. Расположен в 80 км (по прямой) к югу от Сан-Хосе, от которого через горы Санта-Круз к Монтерею ведет дорога № 17, переходящая примерно в середине пути — после города Санта-Круз — в приморскую дорогу № 1, идущую вдоль берега Тихого океана Калифорнии.

## История
Монтерей был основан испанцами в 1770 году. В то время Калифорния входила в состав Новой Испании. В 1775—1849 годах город был первой столицей Калифорнии. В 2005 году его население было 30 641 человек.
В Монтерее много достопримечательностей — один из лучших в США океанариумов, старинные припортовые сооружения, первые калифорнийские культурные заведения — театр, библиотека и др. (здания сохранились).

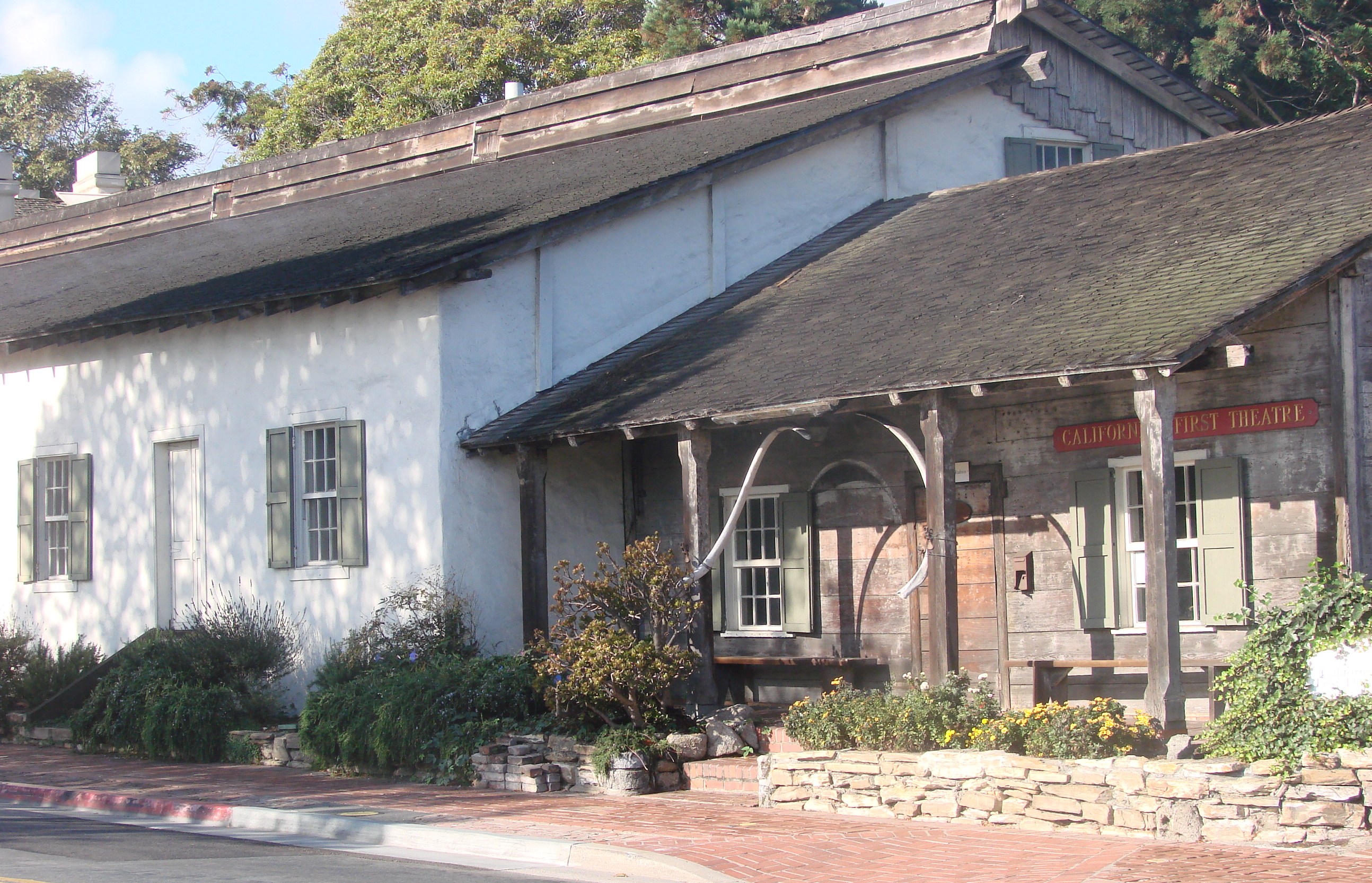
Первый театр в Калифорнии — California First Theatre

Всего в нескольких километрах от города на дне залива Монтерей расположен уникальный подводный каньон — каньон Монтерей. Его наличие, а также присутствие вблизи и других подводных каньонов, вызвало громадное разнообразие животного и растительного морского мира на сравнительно небольшой площади океана в непосредственной близости от берега, поэтому этот залив привлекает внимание биологов, геологов и других ученых со всего мира.
От города отходит чрезвычайно красивая и весьма извилистая «17-мильная дорога». Эта частная, но доступная для публики платная дорога пролегает по небольшому выступающему в океан полуострову Монтерей между городками Монтерей (с севера) и Кармел (с юга). Дорога пролегла вдоль берега Тихого океана между пляжами и скалами, она периодически ныряет в леса и рощи в глубине полуострова, где расположены одни из самых дорогих особняков в Калифорнии.
До 1960-х годов город был знаменит рыболовством.
С 1958 года в городе ежегодно проводится известный джазовый фестиваль Monterey Jazz Festival.
В июне 1967 года город стал местом проведения Монтерейского фестиваля рок-музыки. Трехдневное концертное мероприятие проходило с 16 июня по 18 июня 1967 года на территории Монтерейского выставочного округа. Это был первый широко популяризированный рок-фестиваль, который посетили около 200 000 человек, более 55 000 — 90 000 человек присутствовали на пике мероприятия в полночь в воскресенье. Примечателен как проведение первых крупных американских выступлений Джими Хендрикса и The Who, а также первых крупных публичных выступлений Дженис Джоплин и Отиса Реддинга.
Ежегодно в апреле, начиная с 1991 года, на гоночной трассе и в её окрестностях проводится велофестиваль Sea Otter Classic. В настоящее время город является одним из мест спокойного отдыха, расположенном недалеко от Кремниевой долины — не более двух часов на автомашине.

## Города-побратимы
- Дубровник, Хорватия
- Изола-делле-Феммине, Италия
- Червия, Италия
- Кушадасы, Турция
- Ленкорань, Азербайджан
- Льейда, Испания
- Нанао, Япония

## Известные уроженцы и жители
- Рэйчел Рой (род.1974) — американский модельер.
- Эллисон Скальотти (род.1990) — американская актриса.